# The Good, the Sad and the Drugly
The Good, the Sad and the Drugly, titulado Los buenos, los tristes y los drogados en Hispanoamérica y El bueno, el triste y la drogadicta en España, es un episodio perteneciente a la vigésima temporada de la serie de televisión de dibujos animados Los Simpson. Se emitió el 19 de abril de 2009 en Estados Unidos, a 22 años de la emisión del corto Good night, primera vez que la familia Simpson aparece en televisión. En Hispanoamérica se estrenó el 9 de agosto de 2009 y el episodio fue escrito por Marc Wilmore y dirigido por Rob Oliver. Anne Hathaway fue la estrella invitada, interpretando a Jenny, una niña de la que se enamora Bart.

## Sinopsis

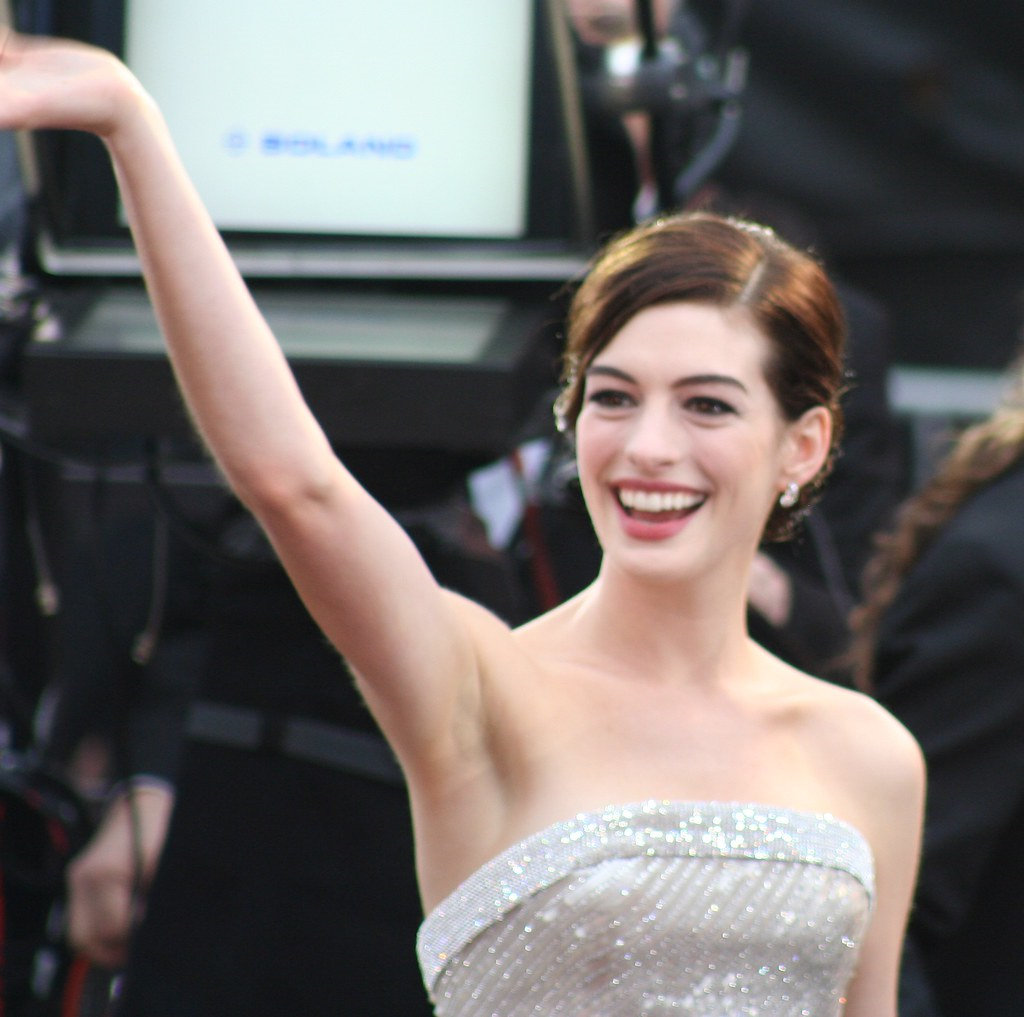
Anne Hathaway fue la encargada de interpretar a Jenny, la niña que conoce Bart.

Milhouse y Bart aflojan todos los tornillos de La Escuela Primaria de Springfield, provocando el caos en el edificio que se destruye completamente. Así que cuando se acaba la broma Bart se va y le deja los desarmadores a Milhouse así que cuando el Director Skinner pasa por ahí, Milhouse es detenido y lo suspenden de la escuela durante una semana. Bart, que participó en la broma y no fue descubierto porque no lo culpó Milhouse, le promete a Milhouse visitarlo todos los días. Homer lo lleva como castigo a ir al Retiro de Abuelos y ayudar allí. Bart conoce una chica llamada Jenny. Allí, Bart se enamora de su bondad y belleza. Bart hace un esfuerzo para parecer "bueno" cuando está junto a Jenny, lo que demuestra defendiendo a la naturaleza, salvando a un pato de los disparos de Jimbo.
Bart invita a Jenny a cenar, y cuando están en medio de la cita en su casa con toda la familia, Milhouse llega enojado con Bart porque no cumplió de visitarlo todos los días y amenaza con decirle la verdad a Jenny. Milhouse se pone celoso y comienza a molestar a Bart, aparece en todas las salidas y Jenny, cada vez que aludía a Bart, decía algo más sobre eso. Finalmente, cuando Milhouse ya no dejaba de molestarlo a Bart, le confiesa la verdad a Jenny que se portaba mal antes de que la conociera, y sólo pretendió ser bueno para empezar una relación. Él dice que va a ser bueno, pero Jenny se enoja y rompe con él. Bart está muy triste, pero no le importa mucho lo de Jenny, así que va al Kwik-E-Mart y decide comprar un ramo de rosas para Milhouse, por mentirle y por no haberlo visitado todos los días. Y Milhouse acepta, así que para la reconciliación ellos juegan la broma de conducir un carro de hielo y ponen el piso de la escuela resbaladizo como el hielo y a los niños les gusta porque empiezan a jugar pero Skinner está muy enojado y se cae en el piso. 
Mientras, a Lisa se le asigna a escribir un informe sobre como se verá Springfield en 50 años. Cuando ella chequea sobre lo que puede pasar ve que ya no existirá o que ya no habrá comida así que se deprime y en el salón, ella da su informe y aterroriza a sus compañeros de clase con su oscura visión del futuro. Así que el director Skinner le dice a Homer y Marge que la lleven a un psiquiatra, Así que la llevan y le recomienda que le den a Lisa "píldoras felices". Lisa no las quería, pero después de su primera píldora pierde contacto con la realidad y ve el mundo entero como caras sonrientes. Puesto que a ella no le importaba nada y drogada por tomar esas pastillas, casi besa un ventilador prendido en manos de Maggie, Marge la ve que casi lo besaba y decide que no debe tomar más las píldoras. Ella tira las pastillas en el basurero, y se las come Ayudante de Santa, y casi besa el ventilador.